# Mu2 Scorpii
Mu2 Scorpii (μ2 Sco / μ2 Scorpii) è una stella nella costellazione dello Scorpione di magnitudine 3,54, distante 474 anni luce dal sistema solare. Fa parte dell'associazione Scorpius-Centaurus, e più precisamente del sottogruppo Centauro superiore-Lupo, e sebbene condivida la designazione di Bayer con Mu1 Scorpii, le due stelle non sono legate gravitazionalmente tra loro.

## Caratteristiche fisiche
La stella è una subgigante blu di classe spettrale B2IV; ha un raggio 7 volte quello del Sole e una temperatura superficiale superiore ai 23 000 K. Con una massa che è 9 volte quella del Sole, si trova al limite oltre il quale la stella terminerebbe la sua esistenza come supernova.

## Compagno substellare
Nel 2022 osservazioni dirette nei dintorni della stella hanno portato alla scoperta di un massiccio pianeta extrasolare, o più probabilmente, di una nana bruna. La scoperta è avvenuta nell'ambito del programma BEAST (The B-star Exoplanet Abundance Study), il cui scopo è indagare sulla possibile presenza di pianeti attorno a stelle massicce (>2,4 M⊙). L'oggetto orbita attorno alla stella a una distanza di 290±10 au e la sua massa è stata stimata in 14,4±0,8 MJ.
È piuttosto raro scoprire pianeti attorno a calde e massicce stelle di classe B, e non è mai stato scoperto un pianeta attorno a una probabile progenitrice di supernova com'è Mu2 Scorpii, poiché si presume che l'intensa radiazione ultravioletta della stella madre tenda a fotoevaporare i pianeti nascenti prima che completino l'accrescimento. Non è completamente chiara la genesi delle nane brune: alcune teorie sostengono che a differenza dei pianeti si formino direttamente dalla nube molecolare allo stesso modo delle stelle, ma che tuttavia non acquisiscono massa sufficiente (>0,08 M☉) per innescare al suo interno la fusione nucleare dell'idrogeno. Tuttavia gli astronomi autori della scoperta suggeriscono che l'oggetto scoperto attorno a Mu2 Scorpii abbia proprietà simili a quella dei pianeti, nonostante superi il limite di massa che gli consente di innescare la fusione del deuterio (>13 MJ), fattore che contraddistingue una nana bruna da un pianeta gigante. Un altro fattore che sostiene che la genesi dell'oggetto substellare sia simile a quella di un pianeta è che il rapporto tra la sua massa e quella della stella è lo stesso che c'è tra Giove e il Sole.
Nello stesso studio gli autori suggeriscono la presenza di un'ulteriore nana bruna avente una massa di 18,5±1,5 MJ e un semiasse maggiore di circa 21 UA, la cui esistenza però necessita di ulteriori osservazioni di follow-up per essere confermata.

### Prospetto del sistema
| Pianeta | Tipo       | Massa       | Sem. maggiore        | Eccentricità | Incl. orbita       | Scoperta |
| ------- | ---------- | ----------- | -------------------- | ------------ | ------------------ | -------- |
| c *     | Nana bruna | 18,5±1,5 MJ | 19,9+11,7 −5,0 UA    | 0,61         | 62,8°+9,9° −16,6°  | 2022     |
| b       | Nana bruna | 14,4±0,8 MJ | 242,4+114,5 −52,1 UA | 0,56         | 96,6°+21,5° −20,5° | 2022     |

* non confermato